# 1711
Cette page concerne l'année 1711  du calendrier grégorien. Pour l'année 1711 av. J.-C., voir 1711 av. J.-C.
L'année 1711 est une année commune qui commence un jeudi.

## Événements
- 20 mars : bataille d'Aïn Dara au Liban entre deux partis opposés, yéménites et qaysites. La faction yéménite est anéantie[1].
- 3 avril : les Français Mathieu Martin de Chassiron et Michel Dubocage découvrent l'île de Clipperton[2].
- 8 juillet : fondation de Vila Rica de Ouro Preto au Minas Gerais (Brésil)[3].
- 27 juillet : Ahmed Karamanli devient pacha de Tripoli et se rend quasiment indépendant en Tripolitaine (fin en 1745)[4].
- 2-3 septembre : échec des Britanniques au Québec. Un projet des Britanniques visant à s’emparer du Canada fait long feu quand sept navires de la flotte de l’amiral Hovenden Walker coulent sur la côte nord du golfe Saint-Laurent près de l'île aux Œufs[5]. Pour célébrer l’événement, une église de Québec que l’on avait appelée Notre-Dame-de-la-Victoire en l’honneur de la résistance de Frontenac en 1690, reçoit un nouveau nom : Notre-Dame-des-Victoires.
- 21 septembre : jugée imprenable, Rio de Janeiro est prise par les corsaires français de Duguay-Trouin. Ils quittent la ville après le paiement d'une solide rançon[6].
- 2 octobre[7] (22 septembre du calendrier julien): la guerre de Tuscarora commence en Caroline du Nord lorsque les Indiens massacrent 130 colons britanniques en deux heures à New Bern[8].
- 14 octobre : début du règne de Yostos, négus d’Éthiopie (fin le 19 février 1716)[9]. Il s’empare du trône à la mort de Théophilos.
- 17 octobre : révolte de Maneta à Salvador de Bahia, au Brésil[10].

- Le dey d’Alger Ali-Chaouch ou Baba-Ali refuse d’accueillir Charkan Ibrahim, le pacha envoyé par le sultan ottoman[11].

### Europe
- 4 janvier, guerre de Succession d'Espagne : Philippe V d'Espagne entre dans Saragosse ; le 31, Gérone se rend au duc de Noailles[12]. « Charles III » perd peu à peu la Catalogne et l’Aragon, régions où il avait le plus de fidèles.
- 12 janvier : l’abbé Gautier est envoyé de Londres à Paris pour faire des négociations de paix indépendamment des Hollandais au nom du nouveau ministère tory britannique[13].
- 21 février : François II Rákóczi quitte la Hongrie[14] pour la Pologne puis la Russie où il demande à Pierre le Grand d’intervenir en Hongrie, mais son lieutenant Sandor Károlyi profite de son absence pour traiter avec les Habsbourg (14 mars).
- 8 mars, Russie : Pierre le Grand publie une déclaration de guerre contre l'empire ottoman[15]. Le 20 mars[16] la Douma des boyards est supprimée et un Sénat de neuf (puis de vingt) membres est créé, chargé de gérer les affaires courantes en l’absence du tsar qui part pour la campagne du Prout.
- 13 avril (2 avril du calendrier julien) : traité d'Iaroslavl. Le hospodar de Moldavie Dimitrie Cantemir s’engage à soutenir la Russie dans la guerre contre les Turcs[17].
- 17 avril : décès de Joseph Ier, empereur romain germanique, de la variole[12]. Il avait stipulé que la couronne reviendrait à son frère Charles au détriment de ses propres filles, mais que celles-ci recouvreraient leurs droits si Charles n’avait pas d’héritier mâle.

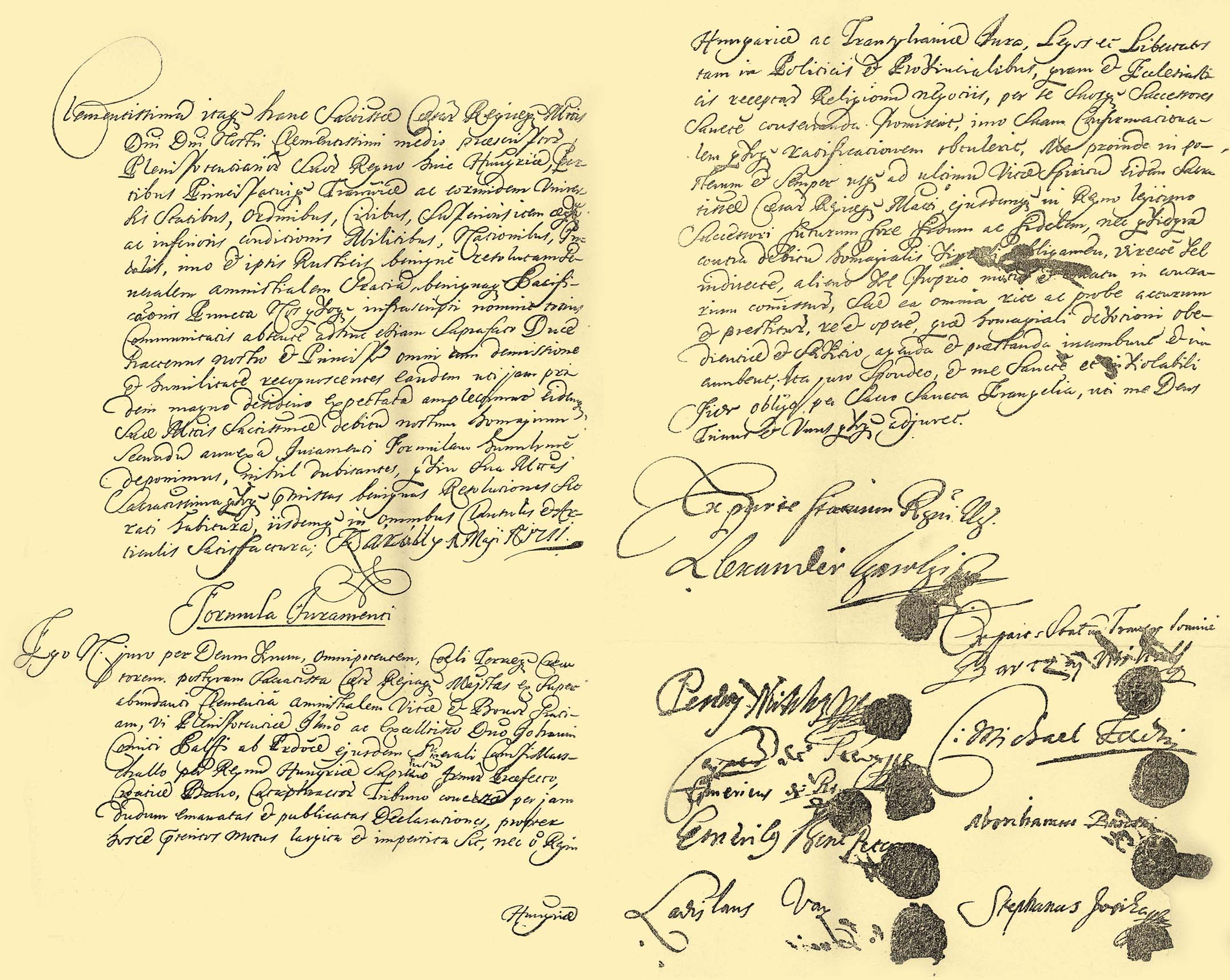
29 avril : paix de Szatmár. Après l’expulsion des Turcs et la défaite de Rakóczi, la Hongrie est exsangue. De nombreuses régions sont vidées de leurs habitants. Ailleurs, la population est clairsemée. Les villes sont appauvries, les sujets humiliés par l’aristocratie, misérables et privés de droits.

- 29 avril : paix de Szatmár négociée entre le commandant hongrois de l’armée impériale, János Pálffy, et le général de Rakóczi, Sandor Károlyi : les insurgés hongrois, y compris Rakóczi, sont amnistiés à condition de faire acte de soumission dans les trois semaines. Leurs biens confisqués leur seront rendus. La liberté religieuse est réaffirmée et les garanties constitutionnelles de 1687 sont renouvelées. Les franchises paysannes acquises sont sauvegardées. La plupart des insurgés se soumettront mais Rakóczi préférera l’exil vers l’Empire ottoman, puis la France[18].
- 1er mai : fondation au Royaume-Uni de la Compagnie des mers du Sud qui obtient le monopole du commerce avec l’Amérique espagnole (1710-1720)[19].
- 9 juin : René Duguay-Trouin quitte La Rochelle avec son escadre. Il prend Rio de Janeiro le 21 septembre et remporte un important butin (1 300 kg d’or)[20].
- 16 juin, guerre russo-turque : les Russes pénètrent en Moldavie[17]. Pierre le Grand, allié au hospodar de Moldavie Cantemir et au prince Brancovan de Valachie, prend Iași aux Turcs, passe le Prout pour envahir la Moldavie mais est battu, encerclé par le grand vizir Baltadji le 20 juillet[21]. Dimitrie Cantemir doit se réfugier en Russie jusqu’à sa mort en 1723.
- 21 juillet : signature du traité du Prout ou de Falciu entre la Russie et l'Empire ottoman prévoyant la restitution par la Russie d'Azov, de Taganrog et des territoires de Crimée aux Ottomans[21] sous la pression du Royaume-Uni et des Provinces-Unies, et contre les dessins de la France et Charles XII de Suède.
- 2 septembre : Auguste II de Pologne assiège les Suédois à Stralsund en Poméranie suédoise avec des troupes saxonnes, russes et danoises ; le siège est levé le 8 décembre, transformé en blocus[22] avant d'être repris en 1714.
- 12 septembre : prise de Bouchain, entre Cambrai et Valenciennes par Marlborough[23].
- 16 septembre : Nicolas Mavrocordato est désigné voïévode de Moldavie par le Sultan ottoman[24]. Les Phanariotes accèdent au pouvoir en Moldavie ; de 1711 à 1821, vingt-cinq hospodars phanariotes provenant de vingt-cinq familles sont désignés par la Porte en Valachie et en Moldavie.
- 27 septembre : Charles de Habsbourg quitte Barcelone pour l'Allemagne, via Gênes[25].
- 7 octobre :  fin des [26] premiers pourparlers des préliminaires de paix entre Alliés et Bourbons à Londres[12]. La France reconnaît la succession royale en ligne protestante pour le Royaume-Uni, la coupure définitive entre les couronnes de France et d’Espagne, le maintien d’une solide barrière territoriale aux Pays-Bas du sud.

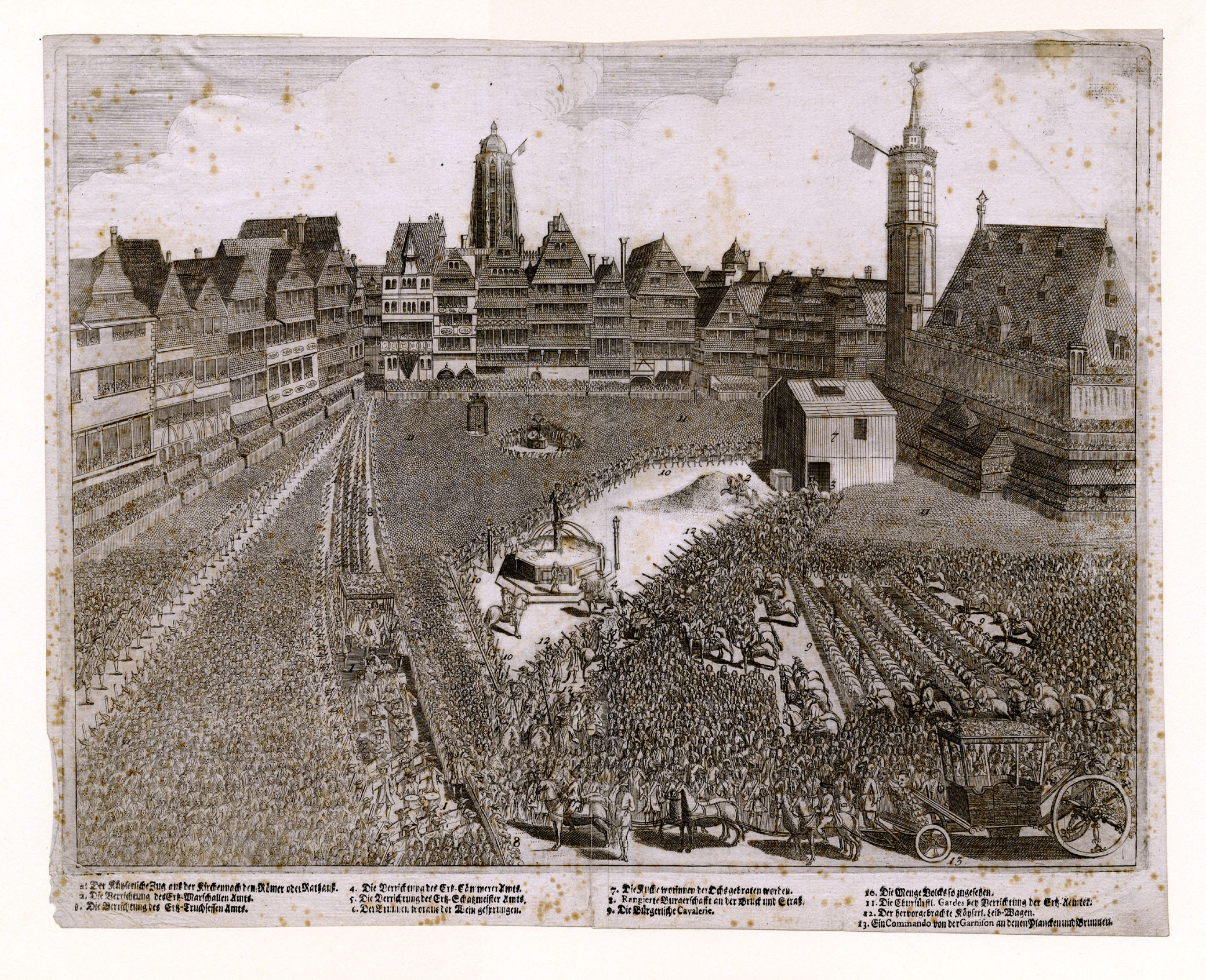
22 décembre : couronnement de Charles de Habsbourg.

- 12 octobre : Charles VI d'Autriche est élu empereur romain germanique (fin de règne en 1740)[27]. Le pseudo-roi d’Espagne « Charles III » hérite de la maison d’Autriche et devient peu après empereur, menaçant de reconstituer l’empire de Charles Quint. Ceci ne fait qu’accentuer le revirement de la politique étrangère britannique[28].
- 25 octobre, Torgau : le tsarévitch Alexis Pétrovitch épouse Charlotte de Brunswick-Lunebourg (Brunswick)[29].
- 20 novembre, Espagne : création des intendants, à l’imitation de ceux de la France, qui tiennent du roi leurs pouvoirs (justice, police, finance)[30].
- 2 décembre : le roi de France confie à Jacques Cassard une escadre destinée au ravage des colonies anglaises, hollandaises et portugaises[31].
- 20 décembre, Royaume-Uni : Loi sur la conformité occasionnelle (en)[32], punissant les protestants non-conformistes qui ne se plieraient qu’en apparence au dogme officiel et pratiqueraient en cachette leur propre rite. Il apparaît alors un clivage entre Anglicans de la « Haute Église » et partisans d’un rapprochement avec les Presbytériens (« Basse Église »).
- 22 décembre : Charles de Habsbourg est couronné Empereur romain germanique à Francfort[25].
- 31 décembre : le duc de Marlborough, disgracié, est relevé de ses fonctions et rappelé au Royaume-Uni. Il est remplacé par le duc d’Ormond, favorable à la paix[23].

- Monténégro : le prince évêque Danilo Ier conclut une alliance avec la Russie afin de repousser les Turcs[33].

## Naissances en 1711
- 8 janvier : François-Joseph Desbillons, fabuliste et poète français néolatin. († 17 mars 1789).
- 12 janvier : Gaetano Latilla, compositeur et musicien italien († 12 janvier 1788).
- 12 février : Jacopo Marieschi, peintre italien de vedute († 1794).
- 26 avril : Jeanne Marie Leprince de Beaumont, écrivain française († 8 septembre 1780).
- 7 mai : David Hume, philosophe britannique († 25 août 1776).
- 18 mai : Ruđer Josip Bošković, savant et philosophe d'origine croate († 13 février 1787).
- 5 juin : Francesco Capella, peintre italien († 1784).
- 21 juillet : Antonio González Ruiz, peintre espagnol († 1er avril 1788).
- 2 septembre : Noël Hallé, peintre et graveur français († 5 juin 1781).
- 19 novembre : Mikhaïl Lomonossov, chimiste, physicien, astronome, historien, poète, dramaturge, linguiste, slaviste, pédagogue et mosaïste russe († 15 avril 1765).
- 1711 ou 1712 :
- Kane O'Hara, compositeur et dramaturge irlandais († 17 juin 1782).
- 11 octobre 1711:Laura Bassi, Physicienne, professeure d’université, mathématicienne, anatomiste et professeur de philosophie(† 20 février 1778)

## Décès en 1711
- 6 janvier : Philips van Almonde, amiral néerlandais (° 29 décembre 1644).
- 21 janvier : Augustinus Terwesten, peintre néerlandais (° 4 mai 1649).
- 24 janvier : Jean Bérain père, peintre, aquarelliste, dessinateur, graveur, ornemaniste et décorateur de théâtre français (° 4 juin 1640).
- 7 mars : Hans Georg Asam, peintre allemand (° 12 octobre 1649).
- 13 mars : Nicolas Boileau, poète et critique français (° 1er novembre 1636).
- 14 avril : Le Grand Dauphin de France, unique fils légitime de Louis XIV. Son fils le duc de Bourgogne est entouré du groupe des réformateurs (° 1er novembre 1661).
- 3 septembre : Élisabeth-Sophie Chéron, peintre sur émail et graveur française (° 3 octobre 1648).
- Date précise inconnue :
  - Francesco Botti, peintre baroque italien (° 1640).
  - Maria Vittoria Cassana, peintre italienne (° ?).